# Micropholcomma
Genre
Synonymes
- Microlinypheus Butler, 1932

Micropholcomma est un genre d'araignées aranéomorphes de la famille des Anapidae.

## Distribution
Les espèces de ce genre sont endémiques d'Australie. 

## Liste des espèces
Selon World Spider Catalog (version 25.5, 23/01/2025) :
- Micropholcomma bryophilum (Butler, 1932)
- Micropholcomma caeligena Crosby & Bishop, 1927
- Micropholcomma junee Rix & Harvey, 2010
- Micropholcomma linnaei Rix, 2008
- Micropholcomma mirum Hickman, 1944
- Micropholcomma parmatum Hickman, 1944
- Micropholcomma turbans Hickman, 1981

## Systématique et taxinomie
Ce genre a été décrit par Crosby et Bishop en 1927 dans les Theridiidae. Il est placé dans les Anapidae par Lopardo, Giribet et Hormiga en 2011.
Microlinypheus a été placé en synonymie par Hickman en 1944.

## Publication originale
- Crosby & Bishop, 1927 : « New species of Erigoneae and Theridiidae. » Journal of the New York Entomological Society, vol. 35, no 2, p. 147-154.